# Polydrusus marginatus
Der Glanzrüssler Polydrusus marginatus     ist ein Käfer aus der  Familie der Rüsselkäfer und der Unterfamilie Entiminae. Die Art gehört zur Untergattung Metallites.
Obwohl die Art zu den Glanzrüsslern gehört, sind die Schuppen nicht wie bei den namensgebenden Arten metallisch glänzend.
Die Art wird in der Roten Liste gefährdeter Arten Deutschlands und in Länderlisten nicht geführt.

## Bemerkungen zum Namen
Die Art wurde 1831 erstmals von Stephens unter dem Namen Polydrusus marginatus beschrieben. Die kurze lateinische Charakterisierung enthält die Wendung: thoracis elytrorumque lateribus albidis (lat. „an den Seiten von  Brust und Flügeldecken weiß“). So erklärt sich der Artname marginatus (lat. „gerandet“), auch wenn dieser Rand häufig nicht in Erscheinung tritt.
Der Gattungsname wird erstmals von Germar 1817 angeführt, als er eine Überarbeitung der Rüsselkäfer ankündigt und die geplante Aufteilung in 52 Gattungen angibt. Unter den neuen Gattungen nennt er Polydrusus. Schenkling bemerkt dazu, dass die korrekte Schreibweise Polydrosus lautet und der Name von altgr. πολύς polýs, „viel“ und δρόσος drósos, „Tau“ abgeleitet ist. Vermutlich ist der Name durch die reiche Beschuppung der Arten inspiriert. Beide Schreibweisen sind in historischen Dokumenten verbreitet. Die Untergattung Metallites (von altgr. μέταλλον métallon, „Metall“) wird teilweise als Gattung betrachtet.
Die Gattung Polydrusus ist sehr artenreich, in Europa ist sie mit 18 Untergattungen vertreten, die Anzahl der Arten der Untergattung Metallites variiert entsprechend verschiedenen Quellen stark.

## Merkmale des Käfers
Der Körper erreicht eine Länge von vier bis fünf Millimeter. Er hat die für die Gattungen Polydrusus und Phyllobius typische Form: Von Kopf zu Halsschild und von Halsschild zu den Flügeldecken wird er stufenweise breiter, verläuft dann nach hinten etwa parallel und verengt sich erst wieder im letzten Viertel der Flügeldecken. Die Oberseite ist mit graubraunen haarartigen Schuppen bedeckt, die je nach Körperteil in verschiedener Richtung liegen.
Die Mundwerkzeuge sitzen auf einer Verlängerung des Kopfes, dem Rüssel. Der Rüssel ist dick und relativ kurz und kantig. Er besitzt vorn keine abgegrenzte glatte Fläche. Die Furche zum Einlegen des ersten Fühlerglieds (Fühlerfurche) liegt auf der Rüsselseite. Die Fühlerfurche ist scharf begrenzt und knickt vor den Augen nach unten ab. Der Kopf ohne Rüssel ist schlank, der Rüssel in Aufsicht etwa quadratisch. Die geknieten Fühler bestehen aus einem gekeulten Schaft und einer siebengliedrigen schlanken Geißel, an die sich die viergliedrige spindelförmige Keule anschließt. Der Schaft überragt – nach hinten gelegt – die Augen deutlich. Das erste Glied der Fühlergeißel ist etwas länger als das zweite, die folgenden fast kugelig. Die runden Augen sind gleichmäßig und deutlich gewölbt.
Der Halsschild ist grob punktiert. Auf der Seite sind die Schuppen des Halsschilds überwiegend nach oben liegend, oben auf dem Halsschild fallen sie auf der vorderen Hälfte nach vorn, dahinter nach hinten.
Die Flügeldecken sind nur wenig breiter als der Halsschild und gleichmäßig gewölbt. Die Schultern stehen nur wenig hervor. Parallel zur Naht verlaufen deutlich ausgebildete Reihen aus großen länglichen und dicht stehenden Punkten. Die Schuppen auf den Zwischenräumen liegen nach hinten.  Das Schildchen ist breiter als lang und hinten dicht heller beschuppt. Die Hinterflügel sind voll ausgebildet, der Käfer ist flugfähig.
Die Beine sind kurz. Die Schenkel haben auf der Unterseite hinter der Mitte nur einen sehr schwach ausgebildeten Zahn. Die Tarsen sind alle pseudotetramer, erscheinen also viergliedrig. Die Klauen sind an der Basis verwachsen. Die Hinterschienen enden schräg abgestutzt, die Schnittfläche ist durch einen Ring kurzer Borsten begrenzt, der jedoch nach oben nicht geschlossen ist.

## Biologie
Die schwach wärmeliebende Art stellt an die Umgebung wenig Ansprüche und wird an sehr verschiedenen Standorten gefunden. Sie lebt polyphag an verschiedenen Bäumen und Sträuchern, auch Nadelbäumen. Sie bevorzugt trockene offene Mischwälder an besonnten Hängen. In Obstgärten und Weinbergen kann sie durch Blattfraß schädlich werden. Das Insekt benagt die Blattränder und durchlöchert die Blätter.

## Verbreitung
Die Art kommt in großen Teilen Europas vor, insbesondere in ganz West- und Zentraleuropa. Sie fehlt jedoch im Nordosten (Kaliningrad, Litauen, Belarus Ukraine und Moldawien) und Südosten (Griechenland, Albanien, Makedonien und Serbien-Montenegro).  In Skandinavien ist sie nur aus Norwegen gemeldet.